# Carl Fogarty
Carl „Foggy” Fogarty (ur. 1 lipca 1965 w Blackburn, Lancashire) – brytyjski motocyklista.

## Kariera

### WSBK

#### Starty na Hondzie (1988–1991)
W World Superbike Carl zadebiutował podczas pierwszego wyścigu w historii serii w 1988 roku. Na brytyjskim torze Donington Park nie dojechał jednak do mety.
Rok później Fogarty ponownie wziął udział w brytyjskiej rundzie. Weekend składający się z dwóch wyścigów zakończył odpowiednio na siódmym i trzynastym miejscu.
W sezonie 1990 Brytyjczyk wystartował w trzech eliminacjach. Czterokrotnie dojechał do mety na punktowanych pozycjach. Najwyżej sklasyfikowany został podczas drugiego wyścigu w Wielkiej Brytanii, gdzie zajął szóstą lokatę. Zdobyte punkty sklasyfikowały go na 19. miejscu.
Rok 1991 był dla Fogarty’ego ostatnim na maszynie Hondy. Najlepiej spisał się podczas rundy w Szwecji, w której dwukrotnie uplasował się na czwartym miejscu. W klasyfikacji generalnej znalazł się na 7. lokacie. Przed pełnoprawnymi startami w MŚ Superbike’ów, Carl w latach 1988–1990 trzykrotnie został mistrzem Formuły TT.

#### Starty na Ducati (1992–1995)
W 1992 roku Brytyjczyk przesiadł się na włoski motocykl Ducati. Najlepsze wyniki odnotował na dobrze dla siebie znanym Donington Park, na którym sięgnął po pole position, a dzień później odniósł zwycięstwo w drugim wyścigu (dwukrotnie uzyskał najszybsze okrążenie). Uzyskane punkty uplasowały go na 9. pozycji.
W drugim sezonie współpracy Carl walczył o tytuł mistrzowski z Amerykaninem Scottem Russellem (na Kawasaki). Fogarty zwyciężył w aż jedenastu wyścigach (sześć pole position), jednak kilka słabszych wyników w porównaniu z bardziej konsekwentnym i równym Russellem przeważyła szalę zwycięstwa na korzyść zawodnika Kawasaki. Ostatecznie „Foggy” został wicemistrzem świata.
W roku 1994 ponownie rywalizował ze Scottem o mistrzostwo, tym razem pokonując go w ostatecznej klasyfikacji. Brytyjczyk odniósł łącznie dziesięć zwycięstw oraz sześciokrotnie startował z pierwszego pola.
W sezonie 1995 Carl okazał się bezkonkurencyjny i pewnie obronił tytuł mistrzowski. W trakcie zmagań aż trzynastokrotnie znalazł się na najwyższym stopniu podium oraz czterokrotnie startował z pierwszej pozycji.

#### Powrót do Hondy (1996)
Będąc aktualnym mistrzem świata Fogarty powrócił do motocykl Hondy. Był to mniej udany sezon dla Brytyjczyka, który pomimo czterech zwycięstw (w tym dwóch w holenderskim Assen), w klasyfikacji generalnej znalazł się dopiero na 4. miejscu (na drugiej był jego partner Aaron Slight, który wygrał tylko w jednym wyścigu). Głównym problemem Carla był brak konsekwencji zdobywania punktów.

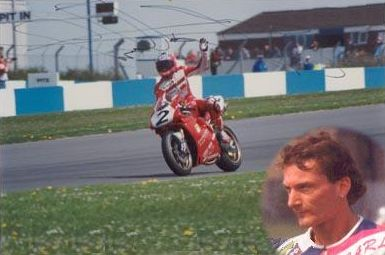
Carl Fogarty na motocyklu Ducati w WSBK.

#### Ponowna współpraca z Ducati (1997−2000)
Po roku przerwy, Carl powrócił do obozu Ducati. Brytyjczyk zwyciężył w sześciu wyścigach, jednak ostatecznie musiał uznać wyższość byłego zawodnika MMŚ – Amerykanina Johna Kocinskiego.
W sezonie 1998 Fogarty wrócił na tron, po zaciętym pojedynku ze Slightem oraz Troyem Corserem (wyprzedził ich o zaledwie 4,5 punktu). W trakcie rywalizajcji „Foggy” uzyskał jednak zaledwie trzy zwycięstwa.
W roku 1999 Carl w wielkim stylu obronił tytuł mistrzowski, po zwyciężeniu w jedenastu wyścigach (czterokrotnie wygrał w „Superpole”). Po raz pierwszy w karierze uzyskał pulę ponad czterystu punktów. Triumf w pierwszym wyścigu na Hockenheimringu był jednak ostatnią wygraną w karierze Brytyjczyka.
W 2000 roku Fogarty w pierwszych trzech wyścigach dwukrotnie dojechał do mety w pierwszej trójce. Podczas drugiego startu na australijskim torze Phillip Island Carl nie zdołał wyhamować i uderzył w motocykl Robeta Ulma. Upadek Brytyjczyka był na tyle niefortunny, iż nie był w stanie zejść z toru o własnych siłach. Doznał licznych obrażeń, w tym poważny uraz barku. Niezdolny do ścigania „Foggy” był zmuszony zakończyć karierę sportową. Jego miejsce zajął Australijczyk Troy Bayliss, który rok później został mistrzem świata. W 2002 roku w ramach wdzięczności Ducati limitowaną wersję swojego motocykla (zaledwie 300 egzemplarzy) o nazwie Fogarty S4.

#### Prowadzenie własnego zespołu w WSBK
W 2002 roku Carl utworzył własny zespół Foggy Petronas, który wystartował w mistrzostwach sezon później. Jego zawodnikami został były rywal Fogarty’ego Troy Corser oraz jego rodak James Haydon. W pierwszym sezonie motocykl Petronas FP1 okazał się za słaby na regularną wizytę w czołowej dziesiątce. Zdecydowanie lepszy okazał się rok 2004, w którym Troy dwukrotnie sięgnął po pole position (w Niemczech oraz Francji), natomiast nowy partner Australijczyka Chris Walker stanął na najniższym stopniu podium w inauguracyjnym wyścigu w Walencji. Lata 2005−2006 z nowymi zawodnikami (Australijczycy Gary McCoy, Steve Martin oraz Brytyjczyk Craig Jones, który zastąpił w kolejnym sezonie McCoya) okazały się kompletnie nieudany, przez niekonkurencyjne motocykle Petronas. Pod koniec sezonu 2006 koncern wycofał się z mistrzostw, pozostawiając zespół bez wsparcia. Carl próbował nawiązać współpracę z Ducati, ale w wyniku braku sponsorów nie doszło do porozumienia z bolońską stajnią. Brytyjczyk podpisał kontrakt z MV Augusta na sezon 2008, jednak ostatecznie zespół po licznych problemach nie przystąpił do mistrzostw. Ostatecznie Fogarty sprzedał swoją ekipę

### 500 cm³
W 1990 roku Fogarty zadebiutował w MMŚ, w zastępstwie Włocha Pierfrancesco Chili. Na motocyklu Hondy Carl wziął udział w czterech rundach, spośród których trzykrotnie dojechał do mety w czołowej dziesiątce. Najlepiej spisał się podczas GP Szwecji, w którym zajął szóste miejsce.
W wyścigach Grand Prix wystartował jeszcze dwukrotnie, podczas GP Wielkiej Brytanii. W pierwszym starcie (na Yamasze) nie dojechał do mety, natomiast w drugim (na maszynie Cagiva) zajął wysoką czwartą pozycję. Był bliski udziału w brytyjskiej eliminacji również w sezonie 1994, jednakże ostatecznie zrezygnował ze startu, tłumacząc się kontuzją ręki. W późniejszym wywiadzie przyznał, iż nie czuł się konkurencyjny i stąd też zrezygnował z rywalizacji.

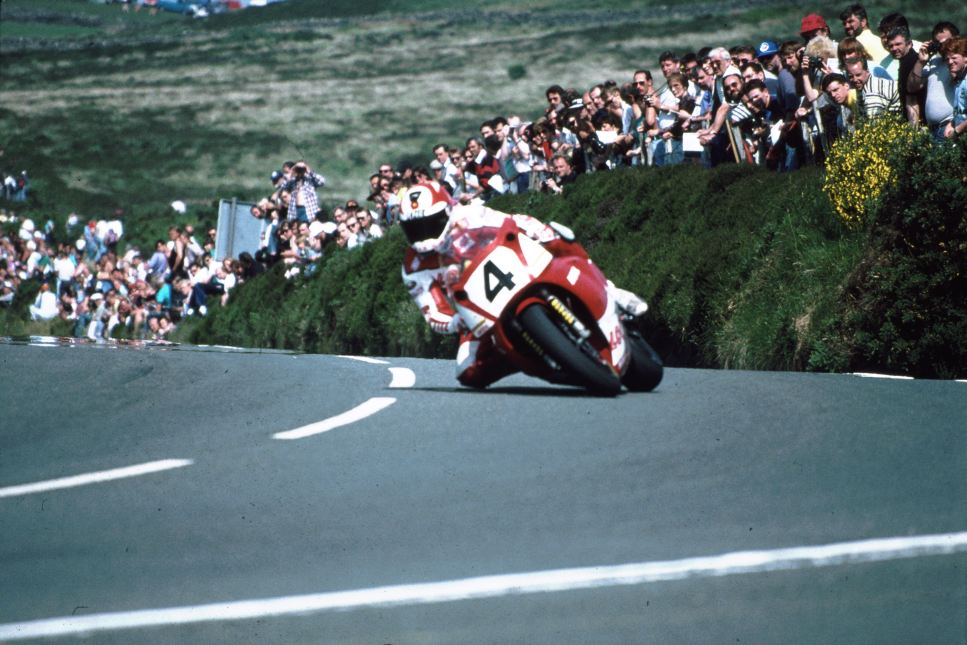
Carl Fogarty na motocyklu Yamaha podczas wyścigu „Isle of Man”.

### Inne
W sezonie 1992 Fogarty z rodakami Terry Rymerem oraz Michelem Simulem zwyciężył w 24-godzinnym wyścigu Le Mans. Z tym pierwszym został również mistrzem świata w rywalizacji Endurance. Sukces odniósł na motocyklu Kawasaki. W 1995 roku zajął drugie miejsce w Daytona 200.